# Barbilophozia
Barbilophozia es un género de musgos hepáticas perteneciente a la familia Anastrophyllaceae. Comprende 12 especies descritas y de estas, solo 4 aceptadas:

## Taxonomía
El género fue descrito por Leopold Loeske y publicado en Verhandlungen des Botanischen Vereins für die Provinz Brandenburg und die Angrenzenden Länder 49: 37. 1907. La especie tipo es: Barbilophozia barbata (Schreb.) Loeske

## Especies aceptadas
A continuación se brinda un listado de las especies del género Barbilophozia aceptadas hasta junio de 2014, ordenadas alfabéticamente. Para cada una se indica el nombre binomial seguido del autor, abreviado según las convenciones y usos.
- Barbilophozia atlantica (Kaal.) K. Müller
- Barbilophozia barbata (Schreb.) Loeske
- Barbilophozia lycopodioides (Wallr.) Loeske
- Barbilophozia rubescens (R.M. Schust. & Damsh.) Kartt. & L. Söderstr.